# Право на захист
Благодійна організація «Благодійний фонд "Право на захист"» (БФ «Право на захист», Right to Protection, R2P) — це українська благодійна організація, що спеціалізується на питаннях, пов'язаних з, переважно українськими, біженцями як у межах України так й за її межами та має низку міжнародних партнерів.

## Історія
У 2013 році організацію було засновано представництвом ХІАС в Україні.
У 2016 році брала участь у 
діяльності "Ресурсного центру допомоги вимушеним переселенцям".
У 2017 році вже була партнером УВКБ ООН і здійснювала моніторинг та надавала юридичну допомогу переселенцям на Сході України .
У 2018 та 2019 роках організацією було укладено меморандум про співпрацю з Уповноваженим Верховної Ради України з прав людини.
У 2020 році організація запустила чат-бот "Юридичний порадник для ВПО". 
У 2021 році проводила соцопитування та залучала громадськість до вирішення екологічних проблем Донбасу.
У 2022 почала надавати переселенцям грошову допомогу від міжнародних організацій. Цього ж року представниця організації виступала перед радою безпеки ООН  .
У 2023 році організація 
була підписантом прес-релізу низки громадських організацій щодо подовження ДТЗ у ЄС, створила
відео проти
стигматизації біженців та організувала програму на радіо.
Також у 2023 році брала участь у зустрічах  в офісі омбудсмена та почали надавати безкоштовну юридичну допомогу у Польщі.
У тому ж році дохід організації різко виріс — у 15 разів порівняно з попереднім роком й склав понад мільярд гривень й вона почала окрім власних досліджень замовляти такі стороннім організаціям.
У той же період організація почала нарощувати міжнародну співпрацю під брендом "Right to Protection"

.
За результатами 2023 року згідно з результатами комплексного дослідження «Громадянське суспільство України в умовах війни» організація посіла 8-ме місце замість 26-го торік за кількістю згадок у медіапросторі серед громадських організацій України
.
В 2024 році провела тренінг для працівників правоохоронних органів та була включена до "Переліку українських неурядових організацій, які реалізують гуманітарні проєкти за кошти міжнародних партнерів" за наказом Мінреінтеграції України.